# 周産期心筋症
周産期心筋症（しゅうさんきしんきんしょう、英: Peripartum cardiomyopathy, PPCM ）は、妊娠最後の1か月から出産後5か月の間に発症する拡張型心筋症の一種である。症状は心不全の症状と同様であり、息切れ、疲労感、むくみ、などである。その他の症状には、動悸、胸痛、乾いた咳、などがあげられる。徐々に発症する場合もあれば、突然発症する場合もある。合併症には、不整脈、血栓、胎児仮死、突然死、などがあげられる。
原因は不明であり、以前は健康だった女性も影響を受けることがある。危険因子には、妊娠高血圧症候群、多胎妊娠、家族歴、などがあげられる。根本的な機序は、心臓の収縮機能障害であり、その結果左室駆出率（EF）が45％未満に低下するのが一般的である。診断は、他の原因の可能性を除外した後に、症状と心臓超音波検査に基づいて行われる。
時宜にかなった出産が推奨される場合がある。出産前の治療には、 β遮断薬、チアジド系利尿薬、フロセミド、などがあげられる。出産後の管理には典型的な心不全と同様の処置がおこなわれる。この他にも、植込み型除細動器（ICD）や心臓再同期療法（CRT）などの選択肢があるが、症例の半数以上が6か月間で改善するため、外部装置を用いることもある。回復に5年かかる場合があり、死亡リスクは7％～50%である。将来の妊娠で再発する危険があるため、再び妊娠することを推奨しない場合がある。
周産期心筋症は、米国では妊婦2,200人に1人の割合で発症し、ハイチでは300人に1人の高い割合で発症している。25歳以上または30歳以上の人がより多く罹患している。アフリカ人であることも危険因子の1つである。この疾患は、1700年代から認識されていたが、1971年にデマキス（Demakis）によって最初に定義された。